# Emilie Högqvist

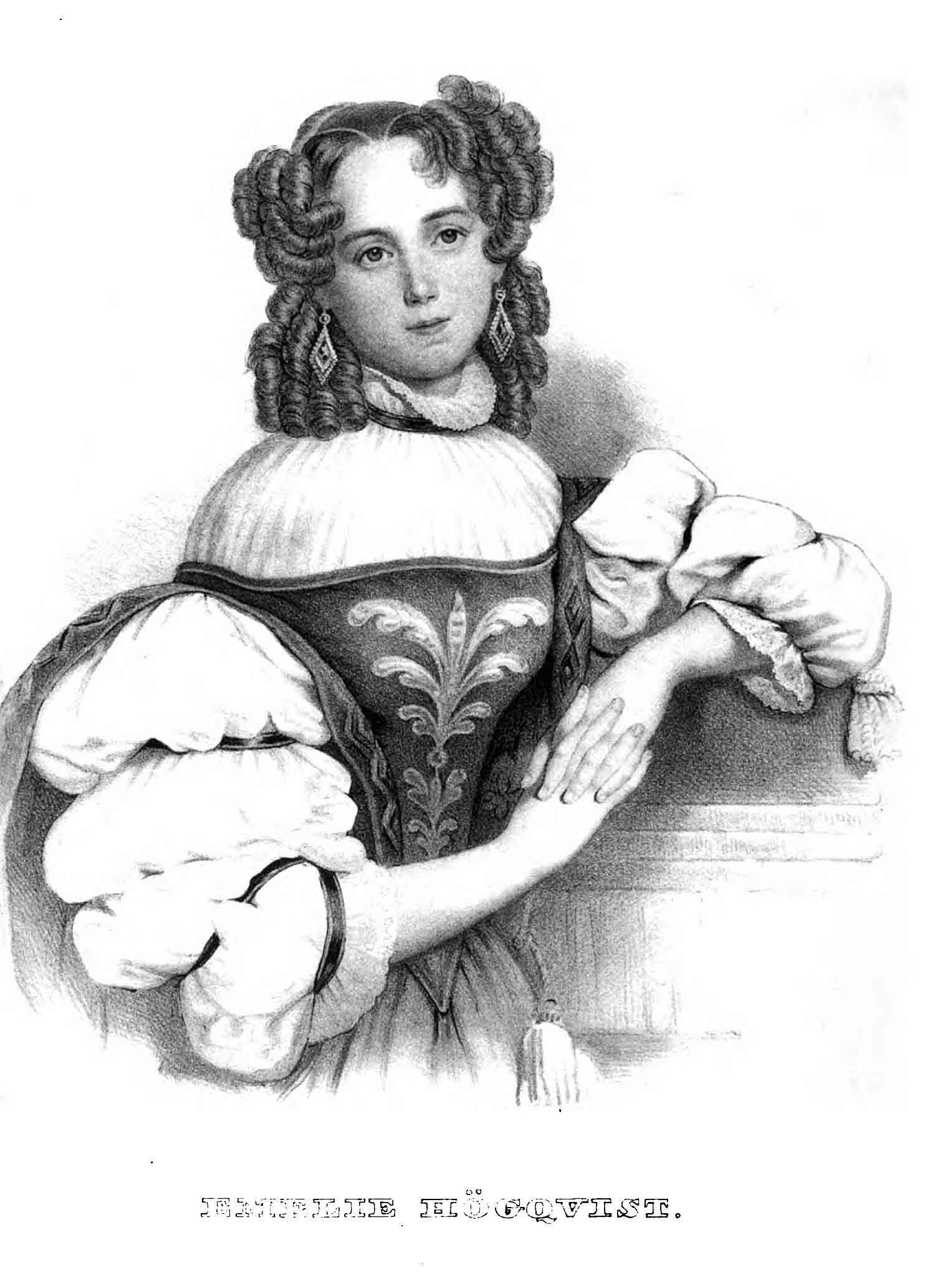
Emilie Högqvist

Emilie Sophie Högqvist (Stockholm, 29 april 1812 – Turijn, 18 december 1846) was  een Zweeds actrice. Ze was de dochter van Anders Högqvist en Anna Beata Hedvall. Haar broer Jean Högqvist was eveneens een bekend Zweeds acteur.
Högqvist studeerde bij het Koninklijk Theater in Stockholm, waar ze debuteerde in 1828. Ze was een van de meest gevierde primadonna’s van haar tijd en werd de Zweedse Aspasia genoemd.
Nadat ze een relatie had gehad met de Britse diplomaat John Bloomfield (met wie ze ook een dochter had, Tekla), leerde ze kroonprins Oscar kennen en werd zijn maîtresse. Oscar huurde voor haar een luxe appartement in Stockholm, vlak bij het koninklijk paleis, waar hij met zijn vrouw en kinderen woonde. Er werd gezegd dat hij om de dag met Högqvist sliep.
Högqvist en Oscar kregen twee kinderen, Hjalmar en Max, spottend ook de prinsen van Lapland genoemd. Max was vernoemd naar Maximiliaan van Leuchtenberg, broer van ’s konings vrouw Joséphine.
Högqvist stierf in Turijn, waar zij probeerde te herstellen van ziekte, waarschijnlijk tuberculose en mogelijk kanker.